# Бебешка козметика
Бебешката козметика е предназначена за приложение върху кожата и косата на бебетата. Тя е дерматологично и педиатрично тествана. Поради липсата на оцветители, алкохол, парабени и други консерванти се счита за хипоалергенна и безопасна за ежедневна употреба върху бебешката кожа.

## Видове продукти
В зависимост от нейното предназначение, бебешката козметика се продава под различна форма – шампоани, лосиони, кремове, гелове, душ гелове и сапуни. Те се използват с цел подхранване, почистване и хидратиране на кожата и косата на бебето. Тези продукти често са обогатени с екстракти от невен, лайка, овес, смрадлика, маслиново масло, пшеничен протеин и други. Шампоаните са създадени, така че да не дразнят очите на детето при попадане на част от продукта в тях.
Продуктите, които спомагат за омекотяване на крустите по кожата, поради хидратиращите си свойства, улесняват отмиването им с вода, без това да предизвиква болка и дразнене.
Кремовете, които образуват защитен слой между бебешката кожа и пелената, са подходящи при проблеми с подсичането при децата.
Лосионите с висок слънцезащитен фактор (над 15) се прилагат върху детската кожа с цел нейното предпазване от слънчево изгаряне и защита от вредното действие на ултравиолетовите лъчи. Тези продукти оказват два вида защита в зависимост от състава си – химична и физична. Химичната защита води до изграждане на защитен слой върху кожата на детето. Този слой има способността да абсорбира слънчевите лъчи, като по този начин не позволява на тяхното проникване в кожата. Слънцезащитните лосиони с физична защита съдържат малки частици, които отразяват светлината преди да достигне кожата.